# جورج اس. رابرتسون
جورج اس. رابرتسون (انگلیسی: George S. Robertson؛ ۲۵ مهٔ ۱۸۷۲ – ۲۹ ژانویهٔ ۱۹۶۷) یک تنیس‌باز و پرتاب‌گر دیسک اهل بریتانیا بود.
از افتخارات وی میتوان به کسب مدال برنز تنیس دونفره و مقام چهارم پرتاب دیسک در بازی‌های المپیک تابستانی ۱۸۹۶ اشاره کرد.